# Huara marplesi
Huara marplesi là một loài nhện trong họ Amphinectidae. Loài này phân bố ở New Zealand.